# Valeri Baturo
Valeri Baturo (en rus: Валерий Батуро) o Valeri Batura (Валерий Батура) (3 de febrer de 1970) és un ciclista soviètic d'origen rus, ja retirat, que es va especialitzar en el ciclisme en pista. Del seu palmarès destaca la medalla d'or al Campionat del món de Persecució per equips. Va participar en els Jocs Olímpics de Barcelona sota la bandera de l'Equip Unificat.

## Palmarès en pista
- 1987
  -  Campió del món júnior en Persecució per equips (amb Mikhail Orlov, Dimitri Zhdanov i Vadim Kràvtxenko)
- 1988
  -  Campió del món júnior en Persecució per equips (amb Dmitri Neliubin, Alexander Gontchenkov i Evgueny Anachkin)
- 1990
  -  Campió del món de persecució per equips (amb Alexander Gontchenkov, Ievgueni Berzin i Dmitri Nelyubin)

## Palmarès en ruta
- 1993
  - Vencedor d'una etapa al Rapport Toer
- 1994
  - Vencedor d'una etapa a la Volta a l'Algarve